# ژائو وی (بازیکن بسکتبال)
ژائو وی (انگلیسی: Zhao Wei؛ زادهٔ ۶ مارس ۱۹۶۳) بازیکن بسکتبال زن اهل چین بود. وی در بازی‌های المپیک تابستانی ۱۹۸۸ شرکت کرده‌است.